# Lista de treinadores do Criciúma Esporte Clube
Este artigo contém uma lista em ordem cronológica, provavelmente incompleta, de treinadores do Criciúma Esporte Clube.

## Ordem cronológica
Legenda:
     Treinador efetivo
     Treinador interino
 Ascensão
 Rebaixamento

### Como Comerciário E. C.
| Treinador                        | Período | Principais feitos                         |
| -------------------------------- | ------- | ----------------------------------------- |
| 1947 – 1967: Dados indisponíveis |         |                                           |
| Lauro Búrigo                     | 1968    | Campeão do Campeonato Catarinense de 1968 |
| 1969 – 1978: Dados indisponíveis |         |                                           |

### Como Criciúma E. C.
| Treinador                        | Período                 | Principais feitos |
| -------------------------------- | ----------------------- | --- |
| 1978: Dados indisponíveis        |                         | |
| Lauro Búrigo                     | 1979                    | |
| 1980: Dados indisponíveis        |                         | |
| Lori Sandri                      | 1981 – 1982             | |
| 1983 – 1985: Dados indisponíveis |                         | |
| Zé Carlos                        | 1986                    | Campeão do Campeonato Catarinense de 1986 |
| Edu Coimbra                      | 1987                    | |
| Lori Sandri                      | 1987                    | |
| 1988: Dados indisponíveis        |                         | |
| Sérgio Lopes                     | 1988 – 1989             | |
| Levir Culpi                      | 1989                    | Campeão do Campeonato Catarinense de 1989 |
| João Francisco                   | 1990                    | Campeão do Campeonato Catarinense de 1990 |
| Luiz Felipe Scolari              | 1991                    | Campeão da Copa do Brasil (invicto). |
| José Luiz Carbone                | 1991                    | |
| Lori Sandri                      | 1991                    | Campeão do Campeonato Catarinense de 1991 |
| Levir Culpi                      | 1992                    | Quadrifinalista da Copa Libertadores da América. |
| Ivo Wortmann                     | 1992                    | |
| Sérgio Ramirez                   | 1993                    | Campeão do Campeonato Catarinense de 1993 |
| Luiz Gonzaga Milioli             | 1993                    | Campeão da Copa Santa Catarina de 1993 |
| Lori Sandri                      | 1994                    | |
| Arthur Neto                      | 1994                    | |
| Luiz Gonzaga Milioli             | 1995 – 1996             | Campeão do Campeonato Catarinense de 1995 |
| Cláudio Duarte                   | 1996                    | |
| Sérgio Cosme                     | 1996                    | |
| Lula Pereira                     | 1996 – 1997             | |
| Rafaelle Graniti                 | 1997                    | |
| Pepe                             | 1997                    | |
| Vacaria                          | 1998                    | Campeão do Campeonato Catarinense de 1998 |
| Paulo Emílio                     | 1998                    | |
| Celso Teixeira                   | 1999                    | |
| Cassiá                           | 1999                    | |
| Luiz Gonzaga Milioli             | 2000 – 2001             | |
| Cuca                             | 2002                    | |
| Edson Gaúcho                     | 2002 – 2003             | |
| Abel Ribeiro                     | 2003                    | |
| Lori Sandri                      | 2003                    | |
| Gilson Kleina                    | 2003                    | |
| Lori Sandri                      | 2004                    | |
| Vágner Benazzi                   | 2004                    | |
| José Luiz Plein                  | 2005                    | |
| Edson Gaúcho                     | 2005                    | |
| Dorival Júnior                   | 2005                    | |
| Luiz Carlos Barbieri             | 2005                    | Campeão do Campeonato Catarinense de 2005 |
| Edson Gaúcho                     | 2006                    | |
| Guilherme Macuglia               | 2006                    | |
| Paulinho Criciúma                | 2006                    | |
| Gelson Silva                     | 2006 – 2007             | |
| Roberto Cavalo                   | 2007                    | |
| Renê Weber                       | 2007                    | |
| Gelson Silva                     | 2008                    | |
| Edson Gaúcho                     | 2008                    | |
| Paulo Campos                     | 2008                    | |
| Luiz Gonzaga Milioli             | 2008                    | 18° colocado no Brasileiro de 2008 - Série B e rebaixado à Série C de 2009. |
| Leandro Machado                  | 2008 – 2009             | |
| Roberto Fonseca                  | 2009                    | |
| Itamar Schülle                   | 2009 – 2010             | |
| Wilson Vaterkemper               | 2010                    | |
| Luiz Gonzaga Milioli             | 2010                    | |
| Guilherme Macuglia               | 2010                    | |
| Argel Fucks                      | 2010                    | 3º colocado no Campeonato Brasileiro - Série C e promovido à Série B de 2011 |
| Edson Gaúcho                     | 2011                    | |
| Guto Ferreira                    | 2011                    | |
| Mauro Fernandes                  | 2011                    | |
| Márcio Goiano                    | 2011 – 2012             | |
| Sílvio Criciúma                  | 2012                    | |
| Paulo Comelli                    | 2012 – 2013             | 2º colocado no Campeonato Brasileiro - Série B e promovido à Série A de 2013 |
| Vadão                            | 2013                    | Campeão do Campeonato Catarinense de 2013 |
| Sílvio Criciúma                  | 2013                    | |
| Argel Fucks                      | 2013                    | |
| Ricardo Drubscky                 | 2014                    | |
| Caio Júnior                      | 2014                    | |
| Wagner Lopes                     | 2014                    | |
| Gilmar Dal Pozzo                 | 2014                    | |
| Toninho Cecílio                  | 2014                    | |
| Luizinho Vieira                  | 2014                    | |
| Luizinho Vieira                  | 2014 – 2015             | 20° colocado no Brasileiro de 2014 - Série A e rebaixado à Série B de 2015 |
| Moacir Júnior                    | 2015                    | |
| Duca                             | 2015                    | |
| Dejan Petković                   | 2015                    | |
| Roberto Cavalo                   | 2015 – 2016             | |
| Deivid                           | 2017                    | |
| Luís Carlos Winck                | 2017                    | |
| Beto Campos                      | 2017                    | |
| Lisca                            | 2018                    | |
| Argel Fucks                      | 2018                    | |
| Mazola                           | 2018                    | |
| Doriva                           | 2019                    | |
| Gilson Kleina                    | 2019                    | |
| Waguinho Dias                    | 2019                    | |
| Roberto Cavalo                   | 2019 – 2020             | 19° colocado no Brasileiro de 2019 - Série B e rebaixado à Série C de 2020 |
| Itamar Schülle                   | 2020                    | |
| Hemerson Maria                   | 2021                    | |
| Wilsão                           | 2021                    | 9° colocado no Catarinense de 2021 - Série A e rebaixado à Série B de 2022 |
| Paulo Baier                      | 11/05/2021 – 06/10/2021 | |
| Claudio Tencati                  | 07/10/2021 – 08/12/2024 | 2021: 4º colocado no Campeonato Brasileiro - Série C e promovido à Série B de 2022 2022: Campeão do Campeonato Catarinense - Serie B 2023: Campeão do Campeonato Catarinense - Serie A e 3º colocado no Campeonato Brasileiro - Série B e promovido à Série A de 2024 2024: Campeão da Recopa Catarinense, Campeão do Campeonato Catarinense - Serie A e 18° colocado no Brasileiro de 2024 - Série A e rebaixado à Série B de 2025 |
| Zé Ricardo                       | 18/12/2024 – 06/05/2025 | Campeão da Recopa Catarinense |
| Eduardo Baptista                 | 08/05/2025 –            | |